# Retrato de Maria Trip

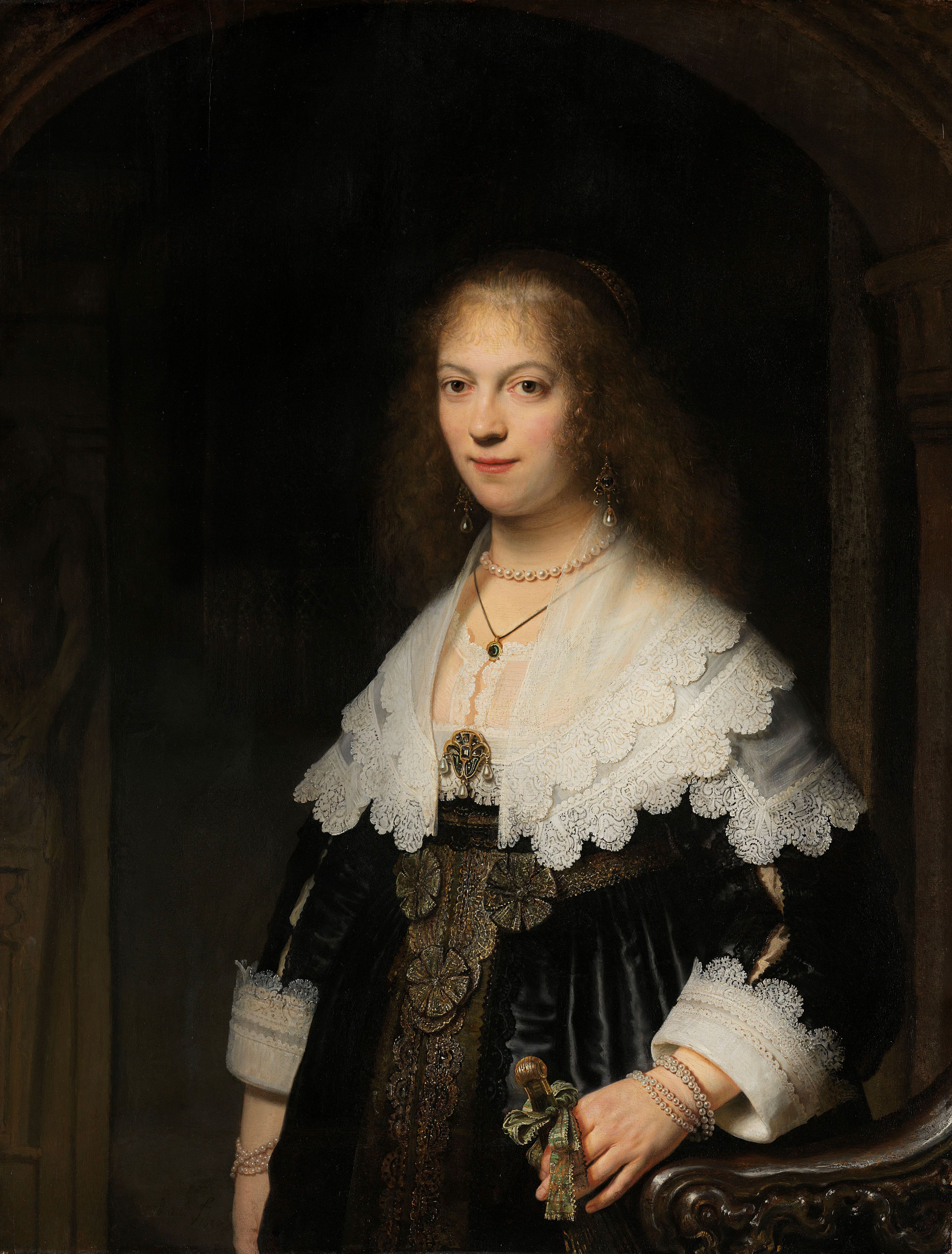
Retrato de Maria Trip.

El Retrato de Maria Trip es una pintura de Rembrandt de 1639 en el Rijksmuseum de Ámsterdam, uno de sus retratos más conocidos.

## Presentación

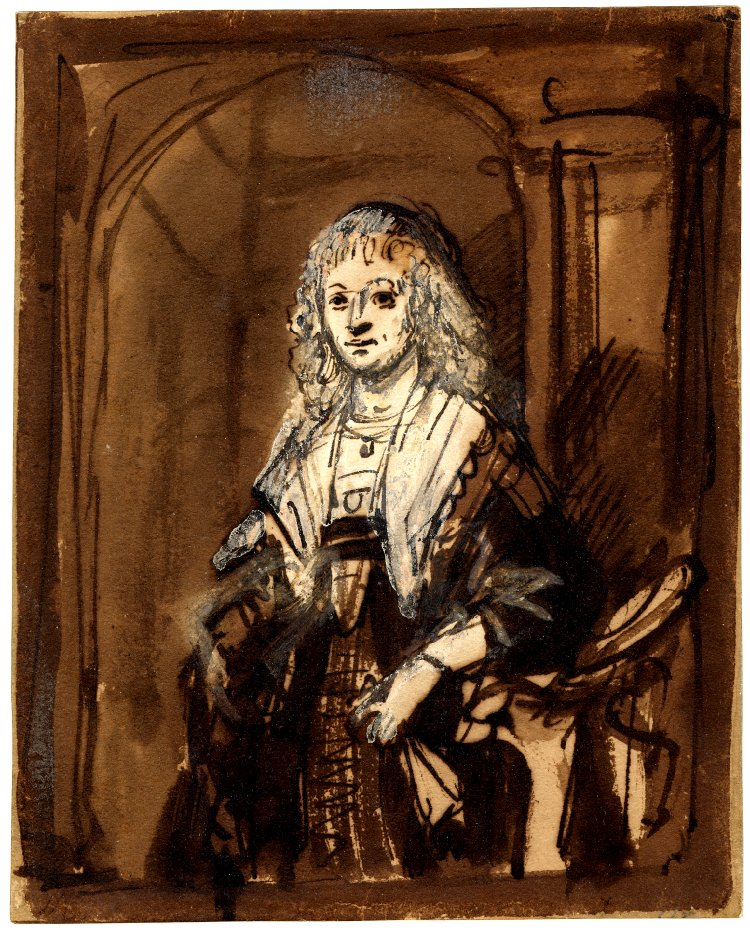
Rembrandt. Estudio para el retrato de Maria Trip Ca. 1639. Pluma y tinta parda, aguada parda, realzado con blanco sobre papel. 16 × 12,9 cm. Londres, Museo Británico.

Probablemente representa a Maria Trip (1619-1683), hermana de Jacobus Trip y desde 1641 esposa de Balthasar Coymans (1589-1657), treinta años mayor y con quien tuvo seis hijos, y luego del notario Pieter Ruysch. Era hija de Elias Trip (1570-1636), rico propietario de minas de hierro, fabricante y comerciante de armas y su esposa Aletta Adriaensdr (1570-1656). Esta identificación se basa en la procedencia del trabajo y se realizó sobre la base de la investigación de Isabella Henriette van Eeghen (1913-1996).
En el mismo año de 1639 Rembrandt también pintó el retrato de su madre.
Hay un estudio preliminar del retrato en el Museo Británico. Debido a que este estudio preliminar muestra una superficie pintada más grande, los miembros del Proyecto de Investigación Rembrandt creen que la pintura fue recortada en todos sus lados en algún momento desconocido.

## Atribución y citas
La obra está firmada en la esquina inferior izquierda 'Rembrandt f / 1639'. Sin embargo, según el Rembrandt Research Project, esta firma fue copiada de otro trabajo imitando la caligrafía del artista y no es auténtica. No hay duda de la autenticidad de la obra en sí.

## Retrato
La riqueza del atuendo de la joven Maria, que en ese momento contaba veinte años y era todavía soltera, revela su pertenencia a la clase alta. Bajo un arco clasicista, aparece de pie, levemente girada a la izquierda y mirando al espectador. En su mano izquierda, apoyada en el borde de una balaustrada de mármol, sostiene un abanico. El cabello castaño dorado, un poco fino, cae sobre la frente, como joven soltera lo lleva todavía suelto, bajo un pequeño casquete; su vestido negro está decorado con un cinturón con rosetas y tiene puños y cuello abierto de encaje, con collares, pendientes y pulseras de perlas, un collar con un colgante de esmeralda y un broche con tres perlas en forma de pera. Detrás de ella y la puerta en arco hay una cortina oscura y la luz impacta sobre la joven, destacando su piel clara y cabello.

## Origen
La obra se menciona por primera vez en 1858 en el 'Inventario de retratos y documentos familiares Van Weede', elaborado en Utrecht por Everhard van Weede. Lo heredó de su abuelo, Everard van Weede van Dijkveld (1775-1844), quien probablemente lo heredó de su padre Hendrik Maurits van Weede (1737-1796), quien probablemente lo heredó de su madre Philippina Baltina Elisabeth van Arkel (1716- 1803), quien probablemente lo heredó de su madre Constantia Isabella Smissaert (1682-1731), quien probablemente lo heredó de su madre Constancia Coymans (1652 -?), quien probablemente lo heredó de Maria Trip.
Tras la muerte de Everhard van Weede en 1893, la obra fue transferida a la Fundación Family Van Weede, que la cedió al Rijksmuseum en mayo de 1897. 